# Le Signal (Antarktika)
Le Signal ist eine 35 m hohe Felskuppel auf der Rostand-Insel im Géologie-Archipel vor der Küste des ostantarktischen Adélielands. Sie ist die höchste Erhebung der Insel.
Französische Wissenschaftler benannten sie 1977 nach einer hier errichteten Station für Triangulationsvermessungen.